# Aphidecta
Aphidecta  (лат.) — род божьих коровок из подсемейства Coccinellinae.

## Описание
Голени без шпор. Коготки с зубцом у основания.

## Систематика
В составе рода:
- Aphidecta fenestrata Weise, 1879
- Aphidecta fumata Weise, 1879
- Aphidecta livida De Geer, 1775
- Aphidecta obliterata (Linnaeus, 1758)
- Aphidecta sexnotata Thunberg, 1784